# Arlington (Wisconsin)
Arlington é uma vila localizada no estado norte-americano de Wisconsin, no Condado de Columbia.

## Demografia
Segundo o censo norte-americano de 2000, a sua população era de 484 habitantes. 
Em 2006, foi estimada uma população de 641, um aumento de 157 (32.4%).

## Geografia
De acordo com o United States Census Bureau tem uma área de 
1,7 km², dos quais 1,7 km² cobertos por terra e 0,0 km² cobertos por água. Arlington localiza-se a aproximadamente 320 m acima do nível do mar.

## Localidades na vizinhança
O diagrama seguinte representa as localidades num raio de 16 km ao redor de Arlington. 